# Out from the Deep

Out from the Deep est une chanson du groupe Enigma et également le quatrième et dernier single extrait de l'album The Cross of Changes. La pochette de ce single sorti en 1994 est une version simplifiée de la pochette de l'album.

## Historique
Huitième et pénultième piste de l'album, Out from the Deep utilise un son rock plus traditionnel, ce qui est à l'opposée du son electronica habituel d'Enigma. Le motif est très similaire à la chanson Dear Prudence des Beatles. La chanson contient également un sample de la chanson The Calling, de A Positive Life.
Le chanteur du titre n'est autre que le producteur et créateur d'Enigma, Michael Cretu, qui avait déjà chanté pour le titre The Rivers of Belief, sur l'album précédent MCMXC a.D., et qui chante également sur d'autres titres du groupe.

## Track listing
1. "Radio Edit" – 4:27
2. "Rock Mix" – 6:44
3. "Trance Mix (168 bpm)" – 5:49
4. "Short Radio Edit" – 3:30

## Sources
- (en) Cet article est partiellement ou en totalité issu de l’article de Wikipédia en anglais intitulé « Out from the Deep » (voir la liste des auteurs).